# Петър Васков
Петър Николов Васков с псевдоними Новак, Педро и Тихомиров е български революционер, деец на Вътрешната македоно-одринска революционна организация.

## Биография
Роден е във Велес на 18 май 1875 година. Брат е на Панчо Васков. Завършва в 1893 година с осмия випуск Солунската българска мъжка гимназия. В гимназията е член на Тайния ученически революционен кръжок. В 1896 година завършва физика и математика във Висшето училище в София. Учителства в Лом, Видин, където преподава на Михаил Думбалаков, и Силистра, а от 1898 до 1900 година в Одринската българска мъжка гимназия. В Одрин става член на окъжния революционен комитет на ВМОРО.
Уволнен за революционна дейност от гимназията, става учител в Сливен. През юли-август 1901 година е делегат на Деветия македоно-одрински конгрес, като е привърженик на Борис Сарафов. На 28 юли 1902 година той е делегат на Десетия македоно-одрински конгрес от Сливенското дружество и е сред делегатите, които се противопоставят на групата на Стоян Михайловски и Иван Цончев.
В 1902 година завършва Школата за запасни офицери в София.
По време на Илинденско-Преображенското въстание през 1903 година е войвода в Демирхисарско и е ранен по време на сражение. През февруари - април 1904 година, заедно с Марко Секулички и Христо Настев, завежда Кюстендилския пограничен пункт на ВМОРО. Поддържа контакти със задграничните представители Христо Матов, д-р Христо Татарчев и Димитър Мирасчиев. Подпомага преминаването през Кюстендил и изпращането в Македония на четите на Апостол войвода, Лука Иванов, Христо Чернопеев и други.
От 1904 до 1907 година е учител в Одринската гимназия и председател на Одринския окръжен революционен комитет. След края на учебната 1906/1907 година Екзархията е принудена от османските власти да го уволни заради подозрения в революционна дейност.
Петър Васков загива заедно с Лазар Маджаров, Георги Гешанов, Чанко Карабраканов и Яанаки Милков в сражение с турците при село Лъджакьой, Дедеагачко (днес Гърция).
Ученикът му от Одринската гимназия Дамян Калфов пише за него:
| „ | Петър Васков бе един цялостно завършен образ на рядко даровит математик, на голям патриот и на прекрасен човек. Бил и по-рано учител в гимназията, сега той за втори път бе дошъл тук и знаеше се защо: след злополучното Преображенско въстание, 1903 година, той и само той, беззаветно преданият и високоталантлив организатор, можеше отново да съживи, да вдъхне нов живот на разстроената революционна организация в Одринска Тракия. С малка, червеникава, рижа брада, високо умно чело, жив орлов поглед, той имаше и един такъв приятен тембър на гласа, че беше истинско удоволствие да го гледаш и слушаш, кога говори. В по-горните класове ние само долавяхме смътно, само подразбирахме важната мисия, с която бе натоварен Петър Васков тук, в Одрин. Но по-сетне като абитуриенти и сам той вече ни викаше и ни посвещаваше в революционни тайни... Отказал се доброволно от всички лични удобства и удоволствия, Петър Васков денонощно бе зает само с организационна работа. Често се губеше на някъде, явяваше се отново и пак изчезваше. На нашите зрелостни свидетелства никъде не се виждаше неговият подпис. Пак така внезапно беше изчезнал той и ние до заминаването си всеки за дома си, вече не го видяхме. През ноември 1907 г. над село Лъджакьой, Ференско, той с пушка в ръка геройски загина заедно с тракийския войвода Лазар Маджаров и други четници в неравен бой с многоброен турски аскер. Така славно и сякаш логично естествено завърши младия си бурен живот безумно преданият на делото велешанец Петър Васков. Верен и достоен син на Македония, той вярно служи, бори се с всички сили за свободата на Тракия и в нея сложи костите си. И затова Тракия, наша родна Тракия, го има повече от роден син. | “ |

На негово име е наречено село Васково в Свиленградско, както и улица в град Пловдив, в квартал Кючук Париж.